# خانه سرهنگ بخردی
خانه سرهنگ بخردی مربوط به دوره قاجار است و در اصفهان، خیابان چهار باغ پائین، کوی مسجد آقا خادمی واقع شده و این اثر در تاریخ ۵ دی ۱۳۷۵ با شمارهٔ ثبت ۱۸۱۹ به‌عنوان یکی از آثار ملی ایران به ثبت رسیده‌است.